# Karib'il Bayyin I.
Karib'il Bayyin I. (sabäisch krbʾl byn Karibʾil Bayyin), Sohn des Yitha'amar I., war ein Herrscher (Mukarrib) des altsüdarabischen Reiches Saba. Hermann von Wissmann setzte seine Herrschaft um 556 v. Chr., Kenneth A. Kitchen dagegen um 415–400 v. Chr. an.
Nach einem Grenzstein der von Saba beherrschten Stadt Naschq erweiterte Karib'il Bayyin das Gebiet dieser Stadt um 60 s2wḥṭ-Einheiten, d. h. ca. 198 m Zusätzlich gehen auf ihn zwei kurze aus Marib, angeblich vom Mariber Staudamm, stammende Bauinschriften zurück. Daneben wird er in einer privaten Inschrift, dem sogenannten Großen Stammbaum erwähnt, wodurch seine chronologische Einordnung abgesichert ist.